# Thierry Dubois (athlétisme)
Pour les articles homonymes, voir Thierry Dubois et Dubois.
Thierry Dubois (né le 19 janvier 1956 à Neuilly-Plaisance) est un athlète français, spécialiste des épreuves combinées.

## Biographie
Il a été licencié au club de l'Union Sportive Ouvrière de Bezons durant toute sa carrière. Le 26 mai 1979, lors du Meeting de Götzis en Autriche, qu'il remporte, il établit un nouveau record de France du décathlon avec 8 161 points. 
Ce record sera amélioré en 1984 par William Motti.